# Frédéric Vieillot
Frédéric Vieillot (* 7. September 1990 in Saint-Germain-en-Laye) ist ein französischer ehemaliger Fußballspieler.

## Karriere
Vieillot, der bei Paris geboren wurde, war als Jugendspieler beim Traditionsverein RC Paris aktiv. Er wechselte zum ES Troyes AC, wo er als 18-Jähriger erstmals in der zweiten Mannschaft eingesetzt wurde. Ein Jahr später kam er in der ersten Mannschaft zum Einsatz und war mit vier Toren in 18 Spielen am Aufstieg in die zweite Liga beteiligt. Dort kam er in der folgenden Saison aber nur noch auf drei Einsätze, sodass er im Januar 2011 an die AS Beauvais ausgeliehen wurde. Im Sommer 2011 kehrte er nach Troyes zurück, wurde im September des Jahres aber vom Verein freigestellt. Er war mehr als ein Jahr lang vereinslos, ehe er zu Beginn des Jahres 2013 in einem unterklassigen Verein aus Marly-le-Roi einen neuen Arbeitgeber fand.